# Hesperis matronalis
El matafrares (Hesperis matronalis), també coneguda com a juliana vera o viola matronal, és una planta fanerògama herbàcia pertanyent a la família Brassicaceae.

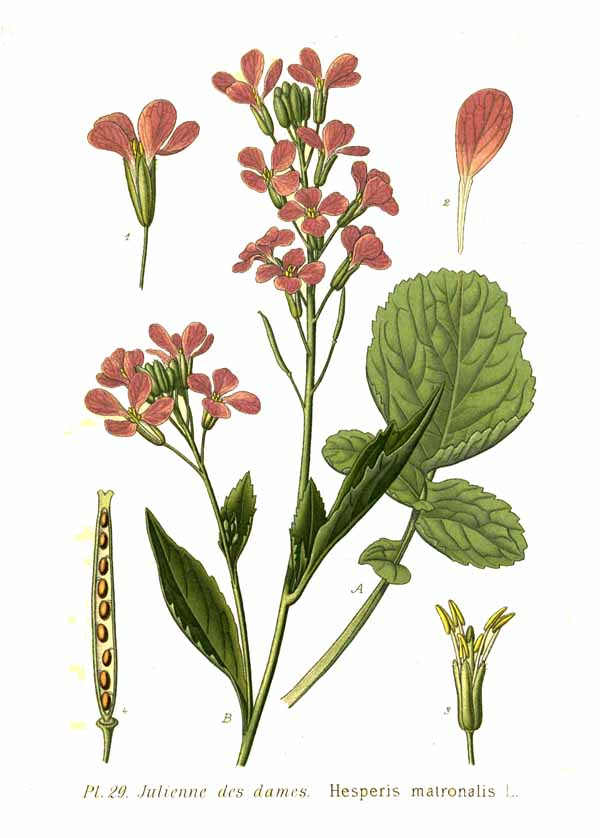
Il·lustració

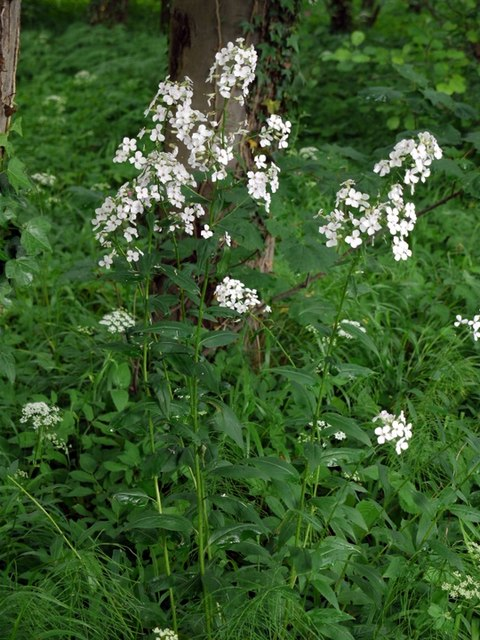
Vista de la planta

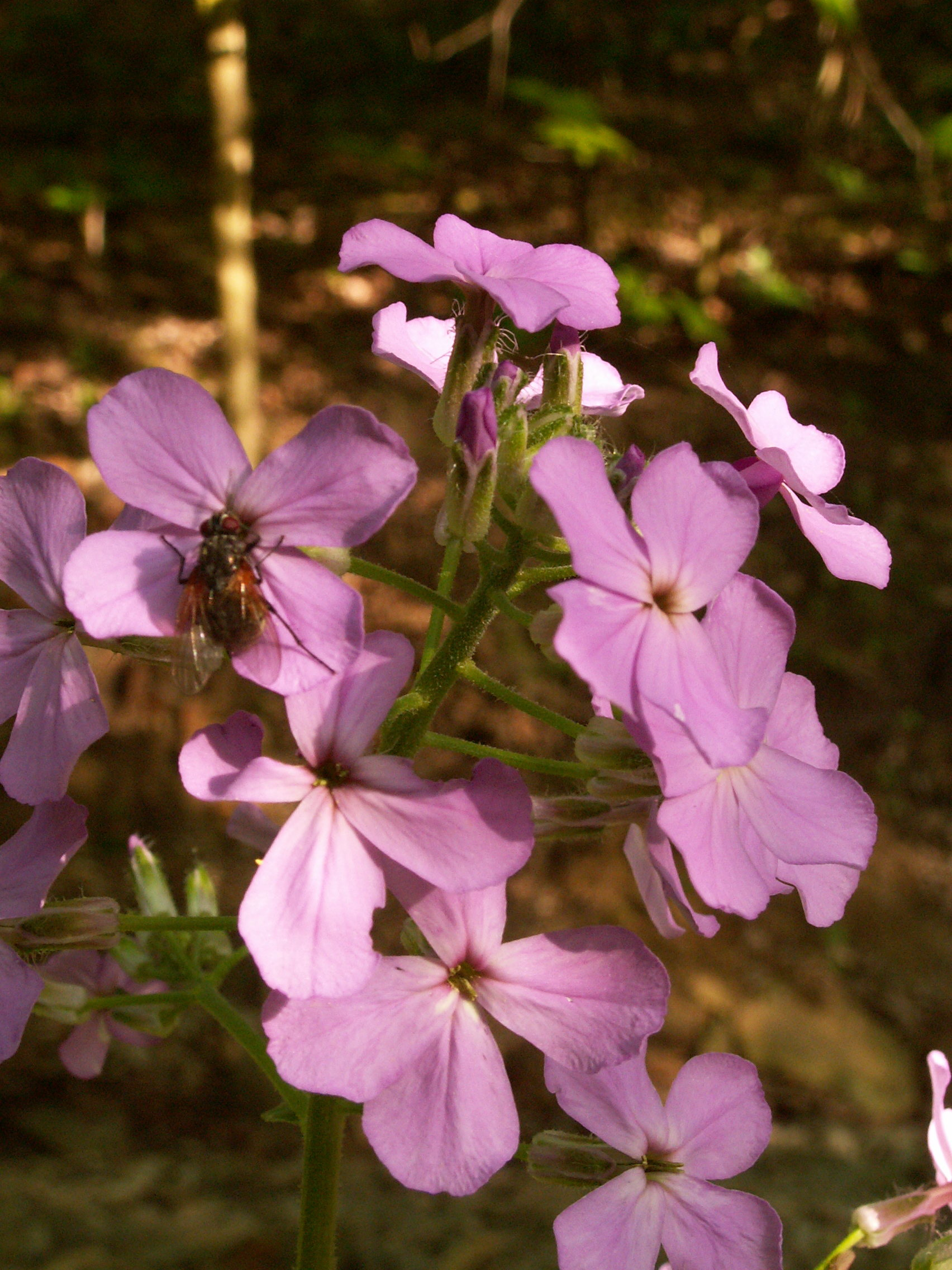
Inflorescència

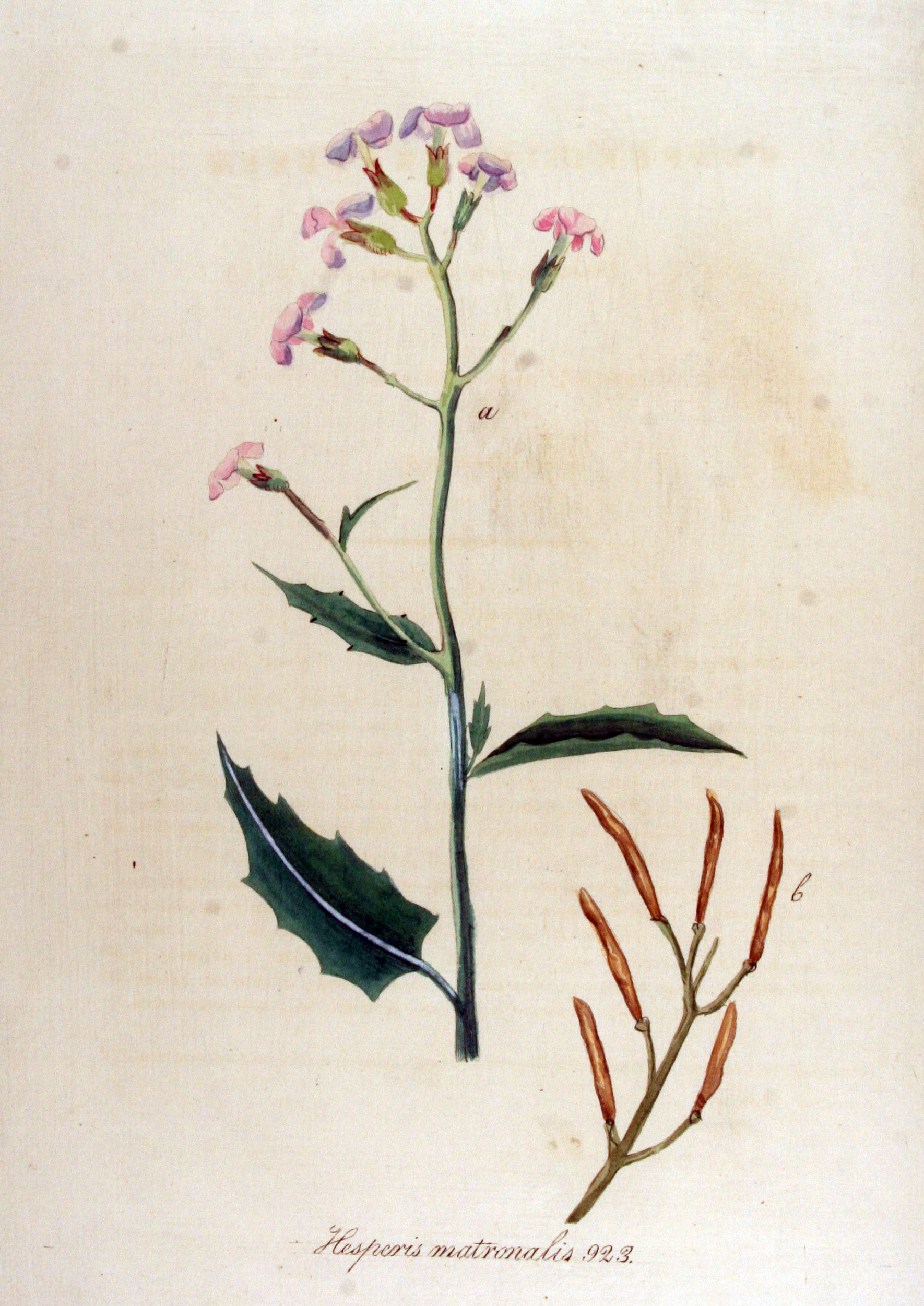
Il·lustració en Flora Batava

## Característiques
Hesperis matronalis ateny 1 m o més d'altura, amb múltiples tiges piloses en posició vertical. Normalment, el primer any de creixement produeix un gran fullatge, i la florida té lloc el segon any. Les plantes solen ser biennals, però algunes varietats poden ser perennes de curta durada. Les plantes tenen flors vistoses de començament de primavera fins a mitjan primavera. Les fulles, de forma lanceolada, van disposades alternativament en les tiges; en general, tenen molt pocs pecíols o cap i tenen vores dentades. El fullatge és de pèls curts en el feix i el revés de les fulles, la qual cosa la fa una mica aspre al tacte. Les fulles poden arribar a tenir 12 cm de llarg i més de 4 cm d'ample. Al principi de la primavera es desenvolupa un dens fullatge inferior; durant la floració, la part inferior de les tiges sol restar desproveïda de branques i fullatge, mentre que en la part superior de la planta es fan una poques branques que acaben en inflorescències.
Les flors, abundants i fragants, formen grans i vistosos raïms terminals que poden tenir fins a 30 cm d'altura. Quan les tiges van carregades de flors i fruits poden arribar a doblegar-se sota el seu pes. Les flors tenen 2 cm de diàmetre i quatre pètals, amb colors que varien del blanc o el rosat a diferents tons de lila i morat; fins i tot hi ha varietats amb flors de colors mixtes. Les flors tenen sis estams disposats en dos grups; els 4 més pròxims als ovaris són més llargs que els dos oposats. Els quatre sèpals són erectes i formen una espècie de tub al voltant dels pètals, i tenen una color semblant a la d'aquests.
Algunes plantes poden florir fins a agost, però el clima calent escurça prou la durada de la floració. Les llavors es formen en un fruit prim en forma de beina de 5-14 cm de llarg, que conté dues fileres de llavors separades.

## Taxonomia
Hesperis matronalis va ser descrita per Carl Von Linné i publicat en Species Plantarum 2: 663. 1753.
Etimologia
Hesperis: nom genèric que deriva del terme grec que designa la nit, i probablement li va ser donat perquè l'aroma de les seves flors és més acusada a la nit.
matronalis: epítet latíno que significa "de Matronalia"
Varietats acceptades
- Hesperis matronalis subsp. adzharica Cullen
- Hesperis matronalis subsp. candida (Kit.) Hegi & Em.Schmid
- Hesperis matronalis subsp. cladotricha (Borbás) Hayek
- Hesperis matronalis subsp. nivea Kulcz.
- Hesperis matronalis subsp. voronovii (N.Busch) P.W.Ball

Sinonímia
- Antoniana sylvestris Bubani
- Crucifera matronalis E.H.L.Krause
- Deilosma inodorum Fuss
- Deilosma matronale Andrz. ex DC.
- Deilosma niveum Fuss
- Deilosma runcinatum Fuss
- Deilosma sibirica Andrz. ex DC.
- Hesperis adenosepala Borbás
- Hesperis alba J.S. Muell.
- Hesperis albiflora Schur
- Hesperis bituminosa Willd.
- Hesperis euganea Marsili ex Ten.
- Hesperis heterophylla Ten.
- Hesperis hortensis Pers. ex Steud.
- Hesperis leucantha Schur
- Hesperis oblongipetala Borbás ex Murr
- Hesperis oreophila Kitag.
- Hesperis pontica Zapał.
- Hesperis pseudonivea Tzvelev
- Hesperis sabauda Rouy & Foucaud
- Hesperis sibirica L.
- Hesperis sibirica var. alba Georgi
- Hesperis umbrosa Herbich
- Hesperis unguinosa Schrank
- Viola matronalis Garsault[7]